# Haploskupina U (mtDNA)
Haploskupina U je haploskupina lidské mitochondriální DNA.
Haploskupina U se vydělila zhruba před 50 000 lety z haploskupiny R. Je předchůdcem řady specifických podskupin, které se vyskytují v Evropě, Severní Africe, Indii, v Arabských zemích, na Kavkazu a Blízkém Východě.

## Rozdělení
Haploskupina U se dělí na Haploskupiny U1 až U8.

### Haploskupina U3
Haploskupina U3 je charakteristická mutací A16343G. V malém množství se nalézá na území Evropy (okolo 1 % populace), na Blízkém Východě (okolo 2,5 % populace) a ve Střední Asii (1 %). Vyšší zastoupení má v oblasti Kavkazu (okolo 6 %) a mezi litevskými Rómy, polskými Rómy a španělskými Rómy (36–56 %).

### Haploskupina U4
Haploskupina U4 vznikla ve vrcholném paleolitu zhruba před 25 000 lety. Je rozšířená v Evropě, kam expandovala v době před poslední dobou ledovou.

### Haploskupina U5
Nejstarší evropskou mtDNA, která patří člověku Homo sapiens a nikoliv neandrtálci či jiným archaickým druhům, je haploskupina U5. Vznikla zhruba před 50 000 lety. Poprvé byla identifikována v Cyrenaice. Nachází se především na Pyrenejském poloostrově.
Haploskupina U5 se vyskytla v Evropě ještě před nástupem zemědělství. Bryan Sykes ve své knize Sedm dcer Eviných tvrdí, že se objevila před 45 000 až 50 000 lety v řeckých Delfách. Její zakladatelce dává jméno Uršula. Vše nasvědčuje tomu, že U5 byla první haploskupinou mimo Afriku. Zároveň se zdá, že první Evropané se objevili téměř současně na dvou místech, Delfách a ve Španělsku.
Haploskupina U5 je rozšířena především mezi Laponci, Finy a Estonci. V malém množství se však vyskytuje prakticky po celé Evropě. Nepatrné výskyty byly objeveny i na Dálném Východě. Vysvětlením by mohla být migrace obyvatel ze severu Evropy zpět na jih.
Haploskupina U5a1a se vyčlenila z haploskupiny U5 zhruba před 30 000 lety. Nachází se především v severozápadní Evropě. S přihlédnutím k období vzniku a současnému výskytu je předpoklad, že jejími nositeli byli lidé, kteří obsadili nově přístupná území po ústupu ledovce.
Haploskupina U5 je sesterskou skupinou U6. Zajímavostí je, že jejich poslední společný předek žil v Severní Africe.

### Haploskupina U6
Haploskupina U6 se běžně vyskytuje v Severní Africe a na Kanárských ostrovech (okolo 10 % populace). Nalézá se též na Pyrenejském poloostrově a Britských ostrovech.

### Haploskupina U7
V Evropě haploskupina U7 téměř chybí. Na Blízkém Východě představuje 4 % populace, v Pákistánu 5 %, mezi Íránci pak téměř 10 %. V nejzápadnější části Indie je to až 12 %, na ostatním území Indie pak pouze 2 %. Vznikla pravděpodobně v oblasti Íránu nebo západní Indie, odkud výskyt rovnoměrně klesá jak východním, tak západním směrem.

### Haploskupina U8
Nositeli haploskupiny U8, resp. její vzácně se vyskytující podskupiny U8a, jsou Baskové. Jejich původ lze tedy klást do období vrcholného paleolitu. Absence haploskupiny U8a na území Afriky naznačuje, že vznikla pravděpodobně v Západní Asii.
| Fylogenetický strom haploskupin lidské mitochondriální DNA (mtDNA) |                                      |      |      |      |      |      |      |      |      |      |      |      |      |      |    |    |        |        |   |   |   |   |   |   |   |  |   |   |   |   |  |  |  |  |    |    |    |
|                                                                    | Poslední společný předek (mtDNA) (L) |      |      |      |      |      |      |      |      |      |      |      |      |      |    |    |        |        |   |   |   |   |   |   |   |  |   |   |   |   |  |  |  |  |    |    |    |
| L0                                                                 | L1–6                                 | L1–6 | L1–6 | L1–6 | L1–6 | L1–6 | L1–6 | L1–6 | L1–6 | L1–6 | L1–6 | L1–6 | L1–6 | L1–6 |    |    |        |        |   |   |   |   |   |   |   |  |   |   |   |   |  |  |  |  |    |    |    |
| L0                                                                 | L1                                   | L2   |      |      |      | L3   | L3   | L3   | L3   | L3   | L3   | L3   | L3   | L3   | L3 | L3 | L3     | L3     |   |   |   |   |   |   |   |  |   |   |   |   |  |  |  |  | L4 | L5 | L6 |
| L0                                                                 | L1                                   | L2   | M    | M    | M    | M    | M    | M    | M    | N    | N    | N    | N    | N    | N  |    |        |        |   |   |   |   |   |   |   |  |   |   |   |   |  |  |  |  | L4 | L5 | L6 |
| L0                                                                 | L1                                   | L2   | CZ   | CZ   | D    | E    | G    | Q    |      | O    | A    | S    | R    | R    | R  | R  | R      | R      | R | R | R | R | R | R | R |  | I | W | X | Y |  |  |  |  | L4 | L5 | L6 |
| L0                                                                 | L1                                   | L2   | C    | Z    | D    | E    | G    | Q    | B    | O    | A    | S    | F    | R0   | R0 |    | pre-JT | pre-JT |   |   | P | P |   | U |   |  | I | W | X | Y |  |  |  |  | L4 | L5 | L6 |
| L0                                                                 | L1                                   | L2   | C    | Z    | D    | E    | G    | Q    | B    | O    | A    | S    | F    | HV   | HV | JT | JT     | K      |   |   | P | P |   |   |   |  | I | W | X | Y |  |  |  |  | L4 | L5 | L6 |
| L0                                                                 | L1                                   | L2   | C    | Z    | D    | E    | G    | Q    | B    | O    | A    | S    | F    | H    | V  | J  | T      | K      |   |   | P | P |   |   |   |  | I | W | X | Y |  |  |  |  | L4 | L5 | L6 |